# Kobierzyce

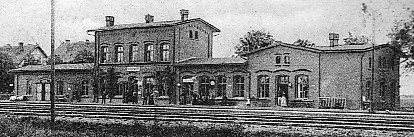
Bahnhof Koberwitz (1914)

Schloss Koberwitz (1910)

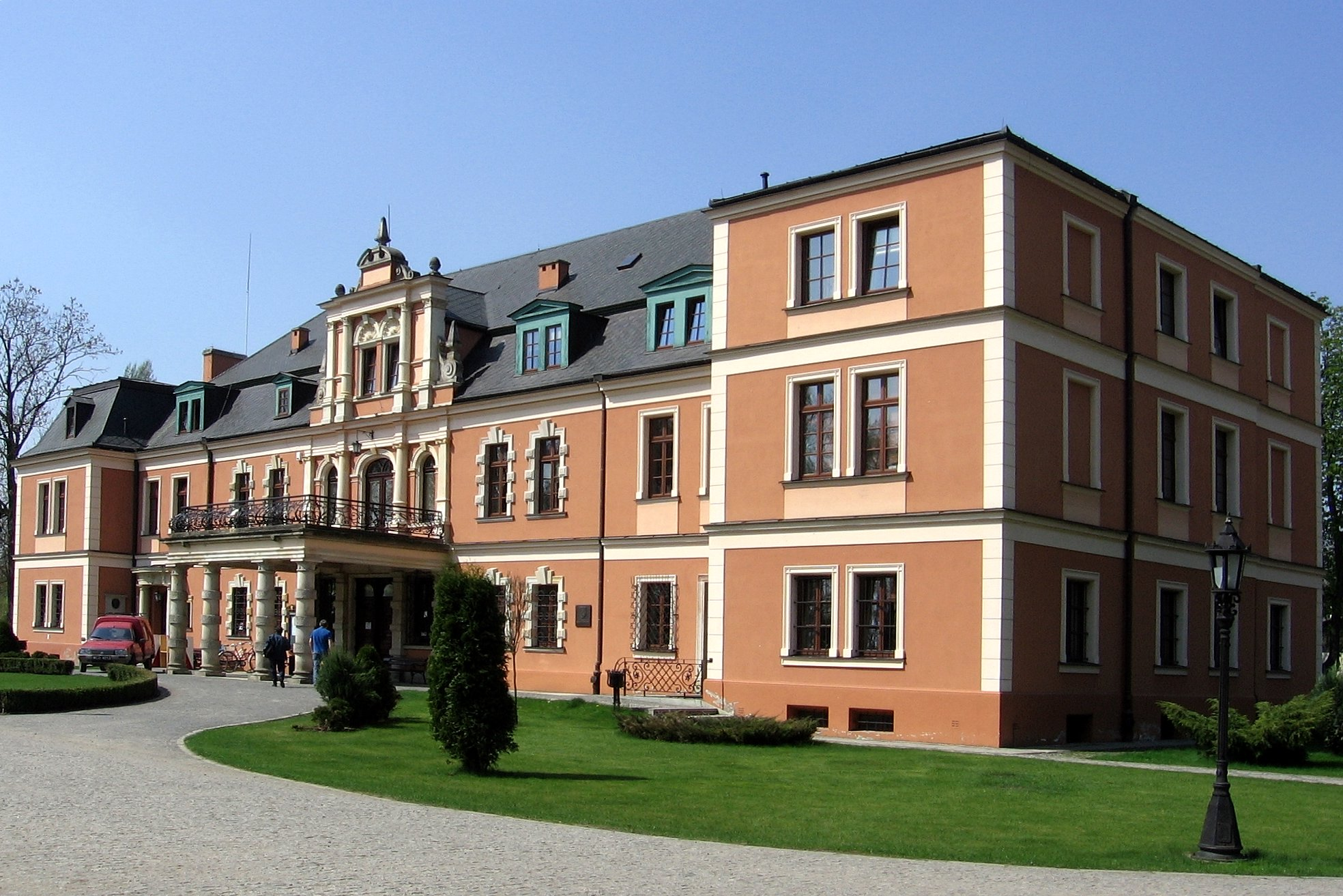
Schloss Koberwitz (2006)

Kobierzyce (deutsch: Koberwitz, 1937–45 Rößlingen) ist ein Ort in der und zugleich Sitz der Landgemeinde Kobierzyce im Powiat Wrocławski der Woiwodschaft Niederschlesien in Polen. Es liegt in der Schlesischen Tiefebene, etwa fünfzehn Kilometer südlich des Stadtzentrums von Breslau.

## Geschichte
Die erste urkundliche Erwähnung des Ortes „Cobliwiz“ entstammt einem Dokument des Breslauer Herzogs Heinrich III. aus dem Jahr 1257. Seit 1333 wurde es als Gut Koberwitz bezeichnet, was bis 1937 der amtliche Ortsname blieb.
In Koberwitz zweigte die 1898 eröffnete Eisenbahnlinie über Schönbankwitz nach Heidersdorf von der bereits 1885 eröffneten Eisenbahnlinie Breslau–Ströbel ab. Durch den Ort führte die Reichsstraße 116 (Breslau–Glatz).
Das Rittergut gehörte zur bedeutenden Zuckerfabrik in Klettendorf bei Breslau, die bis 1945 unter dem Namen „Vom Rath, Schoeller & Skene“ firmierte.
Im Juni 1924 veranstaltete Rudolf Steiner auf dem Gut von Graf Carl von Keyserlingk (1869–1928), seit 1899 mit Johanna von Skene (1879–1966) verheiratet) einen mehrtägigen Kurs über Biologisch-dynamische Landwirtschaft.
Im September 1999 wurde zu Ehren von Rudolf Steiner eine Tafel an der Fassade von Schloss Kobierzyce angebracht.
1937 wurde der aus dem Slawischen stammende Ortsname Koberwitz durch „Rößlingen“ ersetzt.
Als Folge des Zweiten Weltkriegs fiel Koberwitz/Rößlingen 1945 mit dem größten Teil Schlesiens an Polen. Nachfolgend wurde es in Kobierzyce umbenannt. Die deutsche Bevölkerung wurde, soweit sie nicht schon vorher geflohen war, weitgehend vertrieben. Die neu angesiedelten Bewohner waren teilweise Zwangsumgesiedelte aus Ostpolen, das an die Sowjetunion gefallen war.
Nach der politischen Wende von 1989 erlebten die zur Landgemeinde Gmina Kobierzyce gehörenden Orte wegen der Nähe zu Breslau und der Autobahn A4 einen wirtschaftlichen Aufschwung.

## Gemeinde
Die Landgemeinde Kobierzyce umfasst ein Gebiet von 149,11 km² mit rund 20.000 Einwohnern.

## Sehenswürdigkeiten
- Das Schloss Koberwitz im Stil der Neorenaissance ist Sitz der Gemeindeverwaltung.

### Einwohnerentwicklung
Die Einwohnerzahlen von Kobierzyce (inkl. Gutsbezirk; spätere Zahlen beziehen sich auf die gesamte Landgemeinde):
| Jahr | Einwohner |
| ---- | --------- |
| 1910 | 1459      |
| 1933 | 1296      |
| 1939 | 1203      |
| 1995 | 11.371    |
| 2000 | 12.038    |
| 2005 | 13.081    |
| 2008 | 14.508    |

## Verkehr
Die Ortschaft liegt an der Europastraße 67. Die nächste Anschlussstelle zur Autobahn A4 befindet sich in zehn Kilometern Entfernung.
Der ehemalige Bahnhof Kobierzyce liegt am Abzweig der ehemaligen Bahnstrecke Kobierzyce–Piława Górna von der noch teilweise im Güterverkehr betriebenen Bahnstrecke Wrocław–Jedlina-Zdrój.

## Söhne und Töchter des Ortes
- Johann Daniel Ritter (1709–1775), Historiker und Hochschullehrer
- Mortimer von Tschirschky (1844–1908), Majoratsherr, Politiker, Mitglied des Preußischen Herrenhauses
- Berthold Karwahne (1887–1957), Politiker (KPD, NSDAP)
- Erich Hasse (1897–1945), Beamter und Politiker (NSDAP)
- Edgar Kupfer-Koberwitz (1906–1991), Schriftsteller und Dachau-Überlebender
- Ulrike Bock (1941–2024), Künstlerin